# Atletisme als Jocs Olímpics d'Estiu de 1920 - 800 metres masculins
Els 800 metres masculins va ser una de les proves del programa d'atletisme disputades durant els Jocs Olímpics d'Anvers de 1920. La prova es va disputar entre el 15 i el 17 d'agost de 1920 i hi van prendre part 40 atletes de 17 nacions diferents.

## Medallistes
| Or                | Plata          | Bronze           |
| Albert Hill (GBR) | Earl Eby (USA) | Bevil Rudd (RSA) |

## Rècords
Aquests eren els rècords del món i olímpic que hi havia abans de la celebració dels Jocs Olímpics de 1920.
| Rècord del Món | 1' 51.9" | Ted Meredith | Estocolm (SWE) | 8 de juliol de 1912 |
| Rècord Olímpic | 1' 51.9" | Ted Meredith | Estocolm (SWE) | 8 de juliol de 1912 |

## Resultats

### Sèries
Es 15 d'agost es disputen 5 sèries amb la participació de 40 atletes. Els 4 primers de cadascuna d'elles passen a semifinals.
- (Entre parèntesis temps estimat)

| Pos. | Atleta             | Nació          | Temps    |
| ---- | ------------------ | -------------- | -------- |
| 1    | Edgar Mountain     | Regne Unit     | 1'57"6   |
| 2    | Giuseppe Bonini    | Itàlia         | (2'02"2) |
| 3    | Fernand Bauduin    | França         | (2'02"5) |
| 4    | James Doig         | Sud-àfrica     | (2'03"0) |
| 5    | Joseph Van Der Wee | Bèlgica        | ND       |
| 6    | Saburo Hasumi      | Japó           | ND       |
| 7    | José Luís Grasset  | Espanya        | ND       |
| 8    | Karel Přibyl       | Txecoslovàquia | ND       |
| 9    | Jean Proess        | Luxemburg      | ND       |

| Pos. | Atleta         | Nació        | Temps    |
| ---- | -------------- | ------------ | -------- |
| 1    | Bevil Rudd     | Sud-àfrica   | 1'55"6   |
| 2    | Albert Hill    | Regne Unit   | (1'56"2) |
| 3    | Earl Eby       | Estats Units | (1'57"7) |
| 4    | Jean Esparbès  | França       | (1'57"7) |
| 5    | Elis Johansson | Suècia       | ND       |
| 6    | Arturo Porro   | Itàlia       | ND       |
| 7    | Léoncé Oleffe  | Bèlgica      | ND       |
| 8    | Hec Phillips   | Canadà       | ND       |
| 9    | Odolf Larsen   | Noruega      | ND       |

| Pos. | Atleta             | Nació          | Temps    |
| ---- | ------------------ | -------------- | -------- |
| 1    | Philip Noel-Baker  | Regne Unit     | 1'56"0   |
| 2    | Don Scott          | Estats Units   | (1'56"9) |
| 3    | Anatole Bolin      | Suècia         | (1'57"8) |
| 4    | Adje Paulen        | Països Baixos  | (1'58"4) |
| 5    | Agide Simonazzi    | Itàlia         | ND       |
| 6    | Paul Martin        | Suïssa         | ND       |
| 7    | Karel Frankenstein | Txecoslovàquia | ND       |

| Pos. | Atleta             | Nació          | Temps    |
| ---- | ------------------ | -------------- | -------- |
| 1    | Robert Goullieux   | França         | 1'58"8   |
| 2    | Tom Campbell       | Estats Units   | (1'59"4) |
| 3    | Henry Dafel        | Sud-àfrica     | (1'59"9) |
| 4    | Ernesto Ambrosini  | Itàlia         | (2'00"2) |
| 5    | Nils Engdahl       | Suècia         | ND       |
| 6    | Johannes Villemson | Estònia        | ND       |
| 7    | Josef Teplý        | Txecoslovàquia | ND       |
| _    | Jean Delarge       | Bèlgica        | Ab.      |

| Pos. | Atleta               | Nació          | Temps    |
| ---- | -------------------- | -------------- | -------- |
| 1    | Sven Lundgren        | Suècia         | 2'00"6   |
| 2    | Albert Sprott        | Estats Units   | (2'01"5) |
| 3    | Miguel García Onsalo | Espanya        | (2'02"2) |
| 4    | Kléber Argouac'h     | França         | (2'00"5) |
| 5    | Jaroslav Procházka   | Txecoslovàquia | ND       |
| 6    | Henri Godin          | Bèlgica        | ND       |
| 7    | Émile Barral         | Mònaco         | ND       |

### Semifinals
Es 17 d'agost es disputen 3 semifinals amb la participació de 20 atletes. Els 3 primers de cadascuna d'elles passen a la final.
| Pos. | Atleta               | Nació        | Temps    |
| ---- | -------------------- | ------------ | -------- |
| 1    | Don Scott            | Estats Units | 1'57"2   |
| 2    | Edgar Mountain       | Regne Unit   | (1"58"0) |
| 3    | Albert Sprott        | Estats Units | (1"58"7) |
| 4    | Ernesto Ambrosini    | Itàlia       | (1"59"5) |
| 5    | Robert Goullieux     | França       | (1"59"6) |
| 6    | Miguel García Onsalo | Espanya      | (2"01"2) |
| 7    | James Doig           | Sud-àfrica   | (2"01"5) |

| Pos. | Atleta           | Nació         | Temps    |
| ---- | ---------------- | ------------- | -------- |
| 1    | Bevil Rudd       | Sud-àfrica    | 1'57"0   |
| 2    | Tom Campbell     | Estats Units  | (1"57"6) |
| 3    | Adje Paulen      | Països Baixos | (1"57"8) |
| 4    | Sven Lundgren    | Suècia        | (1"58"1) |
| 5    | Giuseppe Bonini  | Itàlia        | (1"58"5) |
| 6    | Kléber Argouac'h | França        | ND       |

| Pos. | Atleta          | Nació        | Temps    |
| ---- | --------------- | ------------ | -------- |
| 1    | Albert Hill     | Regne Unit   | 1'56"4   |
| 2    | Earl Eby        | Estats Units | (1"57"0) |
| 3    | Jean Esparbès   | França       | (1"57"3) |
| 4    | Anatole Bolin   | Suècia       | (1"57"5) |
| 5    | Fernand Bauduin | França       | (1"58"0) |
| 6    | Henry Dafel     | Sud-àfrica   | ND       |

### Final
Es va disputar el 17 d'agost amb la participació de 9 atletes.
| Pos. | Atleta         | Nació         | Temps oficial | Temps oficiós |
| ---- | -------------- | ------------- | ------------- | ------------- |
| 1    | Albert Hill    | Regne Unit    | 1'53"4        |               |
| 2    | Earl Eby       | Estats Units  |               | 1'53"6        |
| 3    | Bevil Rudd     | Sud-àfrica    |               | 1'54"0        |
| 4    | Edgar Mountain | Regne Unit    |               | 1'54"6        |
| 5    | Don Scott      | Estats Units  |               | 1'56"0        |
| 6    | Albert Sprott  | Estats Units  |               | 1'56"4        |
| 7    | Adriaan Paulen | Països Baixos |               | 1'56"4        |
| 8    | Jean Esparbès  | França        |               | 1'58"0        |
| -    | Tom Campbell   | Estats Units  | Abandona      | Abandona      |